# Antoniniano
L'antoniniano (latino  antoninianus) era una moneta usata durante l'Impero Romano che aveva il valore di 2 denari (è infatti noto anche come doppio denario). Introdotta da Caracalla per porre un argine alla svalutazione, all'inizio era d'argento, ma gradualmente fu svalutata fino a divenire una moneta di bronzo. Queste monete usualmente sono denominate dai numismatici "argentate" in opposizione a "d'argento". Poiché gli antoniniani furono emessi in grande quantità, come abbondanza di presenza nel mercato del collezionismo numismatico sono secondi solo ai bronzi costantiniani.

## Origine e storia del nome
La parola antoniniano è un termine moderno basato sul nome di Caracalla (Marco Aurelio Antonino), che è stato il primo ad emettere questo tipo di moneta; il nome antico della moneta non è conosciuto. La moneta è anche definita radiato, dalla corona radiata indossata dall'imperatore, anche se il termine è meno preciso. Diverse denominazioni di non-antoniniani prodotte presentano una testa radiata, come una moneta prodotta in seguito alla riforma economica di Diocleziano, solitamente conosciuta come radiato post-riforma.

## Storia
La moneta fu adottata da Caracalla all'inizio del 215 d.C. ed era completamente d'argento e simile al denario, tranne che era leggermente più grande e rappresentava l'imperatore che indossava una corona radiata, indicando così il suo valore doppio, come nel dupondio che valeva due assi. Negli Antoniniani che rappresentavano delle donne (di norma la moglie dell'imperatore), il busto era presentato poggiante su un crescente (mezzaluna). Anche se di valore doppio del denario, l'antoniniano non pesò mai più di 1,6 volte il peso del denario. Il denario continuò ad essere emesso accanto all'antoniniano, ma durante la metà del III secolo d.C. fu rapidamente svalutato per far fronte al permanente stato di guerra del periodo. Attorno al 250 conteneva ancora il 30-40% di argento, una decina d'anni più tardi ne conteneva solo il 5%, mentre il restante 95% era di rame. Vi è da aggiungere che se inizialmente il rapporto con l'aureo era di 25:1 (un aureo = 25 denari) o forse di 50:1, al tempo di Aureliano giunse addirittura a 800:1.
Dopo il principato di Gordiano III, l'antoniniano sostituì completamente il denario che non fu più battuto in quantità significative. Come le condizioni politiche ed economiche peggiorarono anche la nuova moneta fu svalutata con l'aggiunta di rame e stagno, producendo così una lega di biglione che sembrava simile all'argento. Alla metà del regno di Gallieno furono introdotti nuovi metodi di lavorazione, così che le monete continuavano ad apparire d'argento. Il tondello era prodotto con un contenuto d'argento molto basso (circa 5-10%) e trattato con acidi in modo tale che il rame veniva tolto dalla superficie della moneta lasciando quindi uno strato superficiale d'argento. Quando i tondelli così prodotti venivano battuti si aveva una moneta con una superficie d'argento così sottile che con l'uso veniva portato via lasciando scoperto il rame sottostante.
Tuttavia queste misure non erano sufficienti a mantenere un'apparenza di argento alle monete, spingendo Aureliano a riformare l'antoniniano, fissandolo ad una percentuale di venti parti di rame per ogni parte d'argento.
Ciò fu marcato sul rovescio di alcune monete con le cifre romane XX I in occidente e con le cifre greche K A in Oriente. Queste monete sono chiamate aureliani da alcuni numismatici. L'antoniniano argentato continuò ad essere emesse fino alla riforma monetaria di Diocleziano alla fine del III secolo d.C.
Durante il III secolo (e forse anche durante il quarto) furono emesse molte imitazioni dell'antoniniano battute localmente. Di solito ci si riferisce a queste monete come a radiati barbari, anche se per lo più furono prodotti all'interno dell'impero e probabilmente usati come spicci. Queste monete sono caratterizzate da un'incisione e da un disegno schematico e molto povero ed erano battute su piccoli tondelli di rame. Le monete più imitate sono quelle dell'imperatore Gallico Tetrico I.

In alto: Eliogabalo (argento 218-222 d.C.), Traiano Decio (argento 249-251), Gallieno (biglione 253-268 (zecca Asiatica)
In basso: Gallieno (rame 253-268), Aureliano (argentata 270-275), radiato barbaro (rame), radiato barbaro (rame)